# Kourapaty

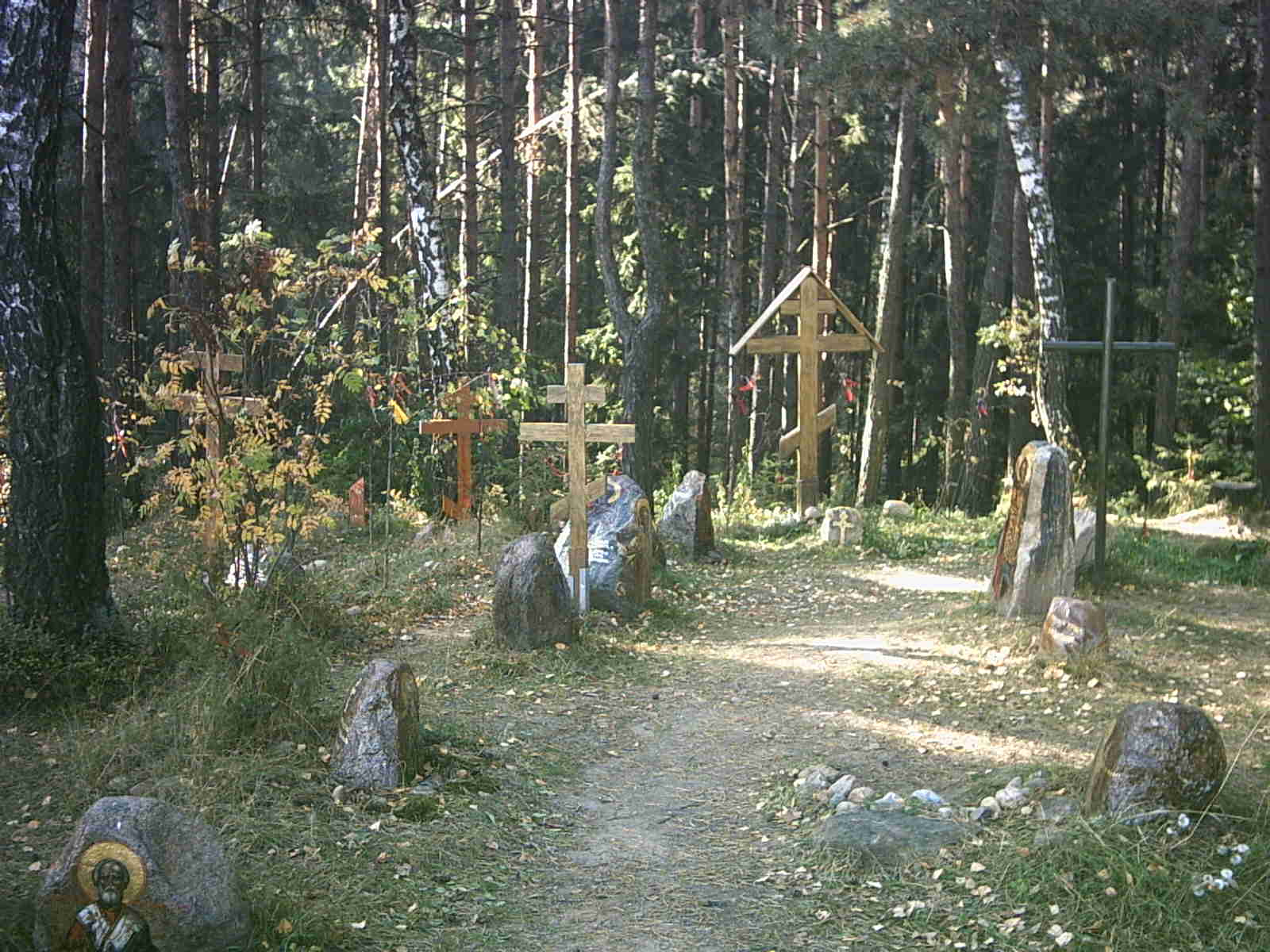
Kourapaty.

Kourapaty (en biélorusse : Курапаты) est une zone forestière des environs de Minsk, en Biélorussie, où de nombreuses exécutions furent perpétrées par le régime soviétique de 1937 à 1941. Le nombre de victimes est estimé entre 30 000 et 100 000.

## L'origine du lieu
L'historien à l'origine de la macabre découverte est Zianon Pazniak. Voici ce qu'il raconte au sujet de l'histoire du lieu :

« Kourapaty est un mot-symbole. Symbole des horreurs perpétrés par les bolchéviques russes à l'égard de la nation biélorusse. Jusqu'en 1988 le nom de Kourapaty n'était utilisé que par quelques dizaines de personnes du village Drozdava qui se trouve près du Minsk. Quand j'ai nommé mon article au sujet de la terreur stalinienne "Kourapaty-le chemin vers la mort" je ne pensais pas introduire un nouveau mot dans l'histoire biélorusse. J'aurais dû en fait utiliser le mot Brod. Ce terme désignait partout le sous-bois dans lequel les gens étaient fusillés. Mais à Drozdava j'ai rencontré un autre mot-Kourapaty, qui avait une origine sûrement plus tardive, apparu à coup sûr après la guerre. »

## Chronologie des faits
La tragédie de Kourapaty devient un thème souvent utilisé dans la vie politique de la Biélorussie, mais n'est en fait qu'un épisode parmi beaucoup d'autres de l'histoire de l'URSS, de la terreur rouge, des Grandes purges et de leur instrument principal, le NKVD. En 1988, sur fond de popularité croissante du Front populaire biélorusse, lié à la crise de l'idéologie communiste ainsi qu'aux difficultés économiques et politiques de l'URSS, fut organisée une première marche vers le lieu du massacre, durant cinq ans, de l'élite culturelle biélorusse durant les purges staliniennes. Les forces de l'ordre biélorusses réprimèrent violemment cette manifestation, ce qui choqua l'opinion publique et fit naître un devoir de mémoire d'un nouveau genre, qui n'était plus lié aux méfaits du nazisme durant la Seconde Guerre mondiale. 

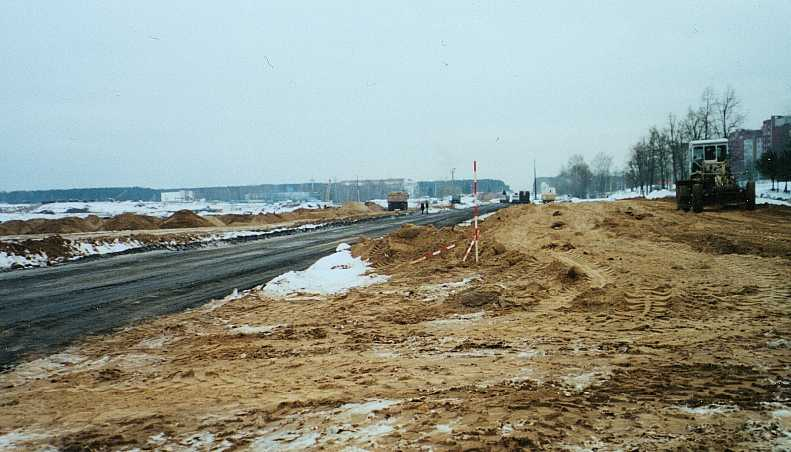
Construction de la route périphérique de Minsk à travers Kourapaty.

Chaque année, pour la fête des morts, des centaines de personnes viennent à Kourapaty pour rendre un devoir de mémoire aux victimes du stalinisme. Il s'agit d'une initiative associative et privée de la société civile, car l'État biélorusse a choisi d'imputer la tragédie de Kourapaty aux occupants allemands, comme l'URSS l'avait fait pour le massacre de Katyn entre 1945 et 1989. En 1994, Bill Clinton se rendit à Kourapaty. En 2002, la jeunesse et les sympathisants du Front populaire biélorusse défendent Kourapaty pendant plusieurs mois contre la construction d'une route à travers cette zone, impliquant la destruction des fosses communes.

## La position de l'État biélorusse
Au milieu des années 1990, le bilan officiel pour Kourapaty fait état de 7 000 victimes. Au cours des années 1990, il y eut plusieurs autres investigations. Le pouvoir biélorusse considère l'occupant allemand seul responsable du massacre de Kourapaty et cherche à empêcher de nouvelles investigations, alors que l'opposition au régime de Loukachenko affirme que ce crime a été perpétré par le NKVD contre la population biélorusse, en s'appuyant sur les documents exhumés à Moscou durant la brève période d'accessibilité des archives de la police politique soviétique par les historiens.